# Zaratán (Salamanca)
Zaratán es una entidad de población española del municipio de El Pino de Tormes, perteneciente a la provincia de Salamanca, en la comunidad autónoma de Castilla y León.

## Historia
Hacia mediados del siglo XIX, el lugar, referido por entonces como una aldea perteneciente al término municipal de Parada de Arriba, tenía contabilizada una población de diez habitantes. Aparece descrito en el decimosexto y último volumen del Diccionario geográfico-estadístico-histórico de España y sus posesiones de Ultramar de Pascual Madoz con las siguientes palabras:

ZARATAN: ald. en la prov. y part. jud. de Salamanca, térm. municipal de Parada de Arriba. pobl.: 3 vec., 10 almas.
(Madoz, 1850, p. 648)

En la actualidad, pertenece al municipio de El Pino de Tormes. En 2022, tenía empadronados dos habitantes.